# Sankt Mikkels Sogn
Sankt Mikkels Sogn (dt.: Sankt-Michaels-Gemeinde) ist eine Kirchspielsgemeinde (dän.: Sogn) in der Stadt Slagelse auf der Insel Sjælland im südlichen Dänemark.
Bis 1970 gehörte sie zur Harde Slagelse Herred im damaligen Sorø Amt, danach zur Slagelse Kommune im Vestsjællands Amt, die im Zuge der Kommunalreform zum 1. Januar 2007 in der „neuen“ Slagelse Kommune in der Region Sjælland aufgegangen ist.

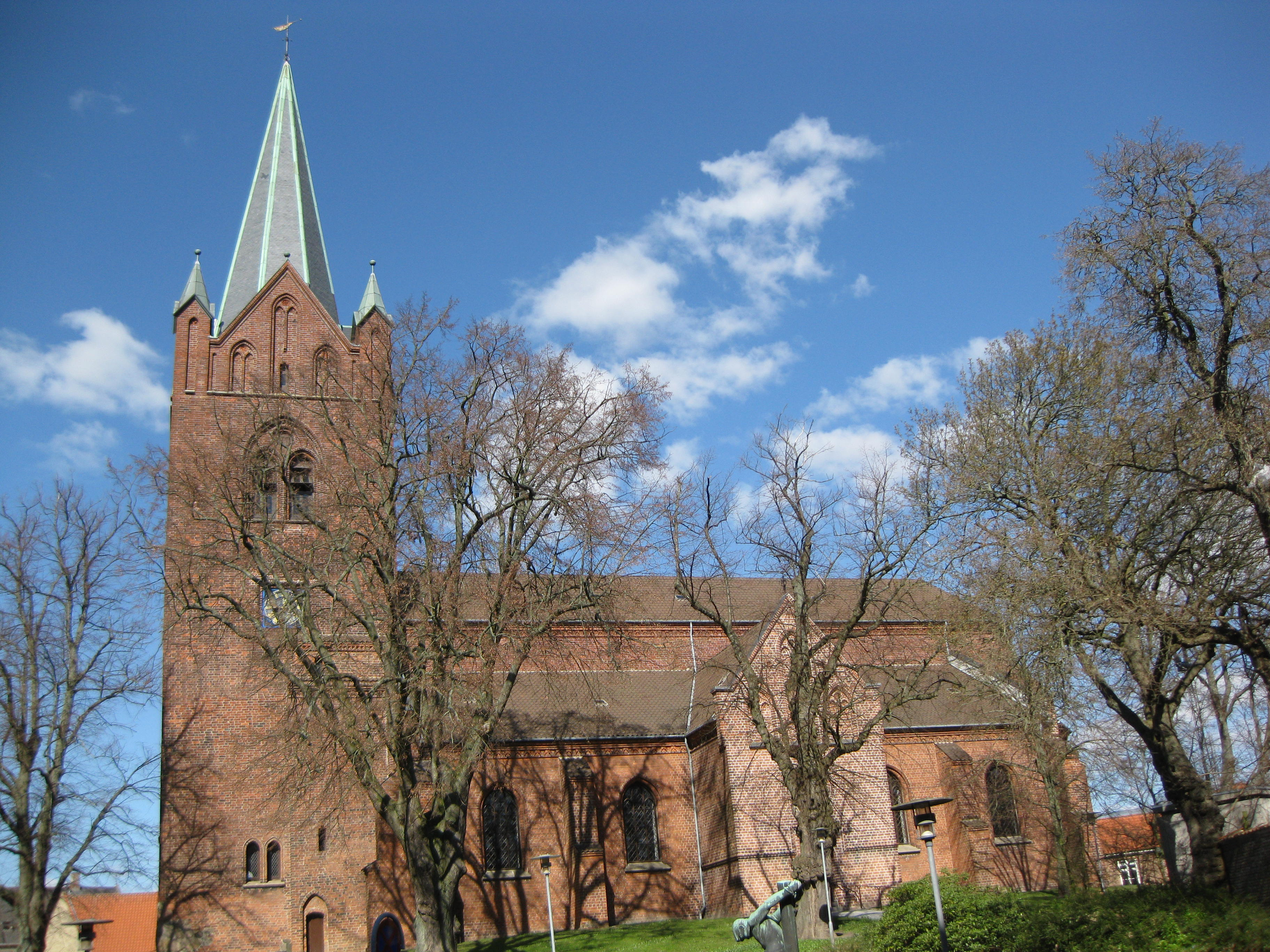
Sankt Mikkels Kirke

Von den 34.648 Einwohnern von Slagelse leben 10.057 im Kirchspiel Sankt Mikkels (Stand: 1. Januar 2023).
Im Kirchspiel liegt die Kirche „Sankt Mikkels Kirke“.
Nachbargemeinden sind im Norden Nørrevang Sogn, im Osten Ottestrup Sogn, im Süden Antvorskov Sogn und im Westen Sankt Peders Sogn.